# 電神魔傀
『電神魔傀』（でんじんまかい）は、1994年2月に日本のバンプレストから発売されたアーケード用ベルトスクロールアクションゲーム。同年9月23日には『ゴーストチェイサー電精』のタイトルでスーパーファミコン向けにアレンジ移植された。

## 概要
「特殊警察機構ゴーストチェイサー」のメンバーである6人の主人公から1人を選択し、あらゆる物事がスーパーコンピューターによって支配されている「制御体連合国家」で制御体に感知されない「ゴースト」による犯罪を取り締まっていく。体力ゲージを消費するのではなく技ゲージを消費して必殺技が発動する事や、ダウン中の敵にも攻撃できるシステムなどを特徴としている。
1995年には続編となるアーケードゲーム『ガーディアンズ』が稼働開始した。

## ゲーム内容
8方向レバーで移動、攻撃ボタン、ジャンプボタンの2つのボタンで操作する。2つのボタンを同時に押せばメガクラッシュが出せる。
全6ステージで、1面と最終面以外はステージ選択が可能。ボーナスステージも2回ある。
2人同時プレイが可能で、プレイヤー同士が協力して繰り出す「合体攻撃」もある。
プレイヤーに残機は設定されていないが、体力回復アイテムが用意されているうえに、ボーナスステージを成功すると体力ゲージを増やすことが可能。
プレイヤーごとに個別のエンディングが用意されており、2人同時プレイだとプレイヤーの組み合わせごとに様々なエンディングが見られる。

## ストーリー
極東に、制御体連合国家と呼ばれる奇妙な国があった。この国を支配している者は、人間ではなく神や悪魔でもなかった。
都市のあらゆる情報を結んだ巨大ネットワークシステムと、それらを統括するスーパーコンピューター。制御体と呼ばれるそれがこの国の支配者であった。
制御体の監視の目は都市のあらゆる部位に及び、どんな些細なことも見逃すことはなった。こと、犯罪の抑止という点においてこのシステムはほぼ完璧かと思われていた。
しかし、近年になってこの”制御体”の目に感知されない者ゴーストと呼ばれる者たちが現れ始めたのである。政府は多発するゴースト犯罪に対抗する為の特殊警察機構ゴーストチェイサーを設立した。

## プレイヤーキャラクター
プレイヤーは以下の6人から選択してプレイする。
魔傀(まかい)
本作の主人公。フルネームは「魔傀元聖(まかいげんせい)」。赤い髪をした男性サイボーグ。「電神」の異名を持つ。
必殺技 : ジェットアッパー、バーニングソバット、ソニックブラスター、トルネードバスター、トリプルアッパー、サンダーサイクロン（超必殺技）
黒騎士(くろきし)
紫色のロングヘアをしたロシア人の女性サイボーグ。本名は「ミラ・ロマノア」。魔傀の軍人時代の同僚で、「魔界の黒騎士」の異名を持っていた。『ゴーストチェイサー電精』ではサブキャラクターとして登場する。
必殺技 : スパイラルアッパー、ライトニングアタック、ソニックブラスター、スピニングキック、マシンガンキック、ファイアーストーム（超必殺技）
衣世(いよ)
魔傀の相棒を務めるバイオロイドの少女。尖った耳と長い尾を持つ。型式番号はKX-20。手に棘付きハンマーを所持している。
必殺技 : スパイラルキック、ローリングハンマー、ロケットハンマー、サイクロンストーム、スターダストアッパー（超必殺技）
ベルヴァ
青いボディの軍事用ロボットの試作機。型式番号はAC-03。
このキャラクターの色違いの同型機がステージボスとして登場する。
必殺技 : ニースラッシャー、マッハパンチ、ブースターナックル、ブースターラリアット、サンダーブレイク（超必殺技）
ゼル・ディア
戦闘用バイオロイドの変異体。型式番号はJ11型コードZD。このキャラクターをプレイヤーにしてエンディングを見ると、真の姿は翼を生やした女性型バイオロイドだと判明する。
このキャラクターのクローンがステージボスとして登場するが、『ゴーストチェイサー電精』では本物がステージ2のボスとして登場する。
必殺技 :ファイヤーブレス、ローリングアタック、ドリルキック、セル・ニードル、セル・ミサイル（超必殺技）
タルクス
ビキニパンツと下駄を着用したアメリカ人のマッチョマン。フルネームは「タルクス・ドールマン」。
このキャラクターのクローンがステージボスとして登場するが、『ゴーストチェイサー電精』では敵に操られた本人がステージ4のボスの一体として登場する。
必殺技 : マッスルタイフーン、ゲタ・ストライク、ゲタ・フレイム、ドリルヘッドバット、マッスルブラスター、セクシーダイナマイトボム（超必殺技）

## スタッフ
アーケード版
- 企画：山岸望
- メイン・プログラム：大矢晋一
- サウンド・プログラム：坪倉靖
- キャラクター・デザイン：坂木和史
- サウンド：山根昇
- オブジェクト・グラフィック：DONおかよ、森重浩正、植田早苗、松本健一郎
- 背景グラフィック：山下英二、藤沢佳代、吉岡昭典、戸田篤樹、本田透、成重尚弘
- スペシャル・サンクス：西村英樹、太田亜希、糸洲文恵
- プロデューサー：川島利文
- ハードエンジニア：生永英毅

スーパーファミコン版
- 企画：変神魔傀
- プログラム：ぷーやん・なへ
- 丁稚：いなだAI、つる、SO
- サウンド：NOVO（山根昇）
- オブジェ：DONおかよ、植田早苗、BOMB、ずびーん
- 背景：戸田篤樹、こにしひろあき、ADL
- サンクス：ブマ!、内、1kg、とっくん、あべし!、やすでやす、もりしげ、FRU
- プロデューサー：安田功、石川肇

## 評価
スーパーファミコン版
ゲーム誌『ファミコン通信』の「クロスレビュー」では、6・4・6・5の合計21点（満40点）、『ファミリーコンピュータMagazine』の読者投票による「ゲーム通信簿」での評価は以下の通り、19.7点（満30点）となっている。また、1998年に刊行されたゲーム誌『超絶 大技林 '98年春版』（徳間書店）では、簡単なコマンドで必殺技が発動できる事に関して肯定的に評価された。
| 項目 | キャラクタ | 音楽 | お買得度 | 操作性 | 熱中度 | オリジナリティ | 総合 |
| 得点 | 3.5        | 3.2  | 3.0      | 3.4    | 3.2    | 3.4            | 19.7 |